# Gétye
Gétye est une commune du comitat de Zala en Hongrie.